# Guido Torzilli
Guido Torzilli (* 29. November 1962 in Mailand) ist ein italienischer Viszeralchirurg, bekannt für sein chirurgisches und wissenschaftliches Wirken im Bereich der Präzisionschirurgie der Leber, insbesondere bei der Behandlung von bösartigen Tumoren.

## Ausbildung und Laufbahn
Torzilli studierte Humanmedizin an der Universität Mailand und bekam seine Approbation. Anschließend spezialisierte er in der Allgemeinchirurgie an der gleichen Universität bis 1993. Für sein PhD-Programm zog er nach Tokyo in Japan, arbeitete dort als Fellow der japanischen Stiftung zur Beförderung der Krebsforschung und wurde Assistent Professor. Vier Jahre leitete er dann die Abteilung für hepatobiliäre Chirurgie in Klinikum von Lodi und kehrte danach zurück zu seiner Alma Mater, wo er als Direktor der Sektion für Leberchirurgie an der Universität Mailand angestellt wurde. Während dieser Zeit war er lehrtätig im Bereich der radiologischen Facharztweiterbildung an der Universität Pavia sowie in mehreren anderen Fachbereichen an italienischen Universitäten. Seit 2006 ist er Direktor der Abteilung für Leberchirurgie des Humanitas Research Hospital. Er ist Vorsitzender der AICEP (italienischer Verein für hepatobiliäre und Pankreaschirurgie).

## Wissenschaftliche und chirurgische Tätigkeit
Torzilli hat über 200 wissenschaftliche Artikel veröffentlicht, hat zwei Bücher herausgegeben und über 50 Kapitel in medizinischen Fachbüchern geschrieben. Laut Google Scholar seien seine Publikationen 11.624 zitiert worden (2020).  Seine Interesse für die intraoperative Ultraschalluntersuchung der Leber und ihre Gefässstruktur führte zur Entwicklung mehrerer neuer Techniken, wie die Lebertunnelierung, die Minimesohepatektomie und die obere transverse Leberresektion. Die durch Torzilli ausgedruckte Überzeugung ist, dass bei maßgeschneiderten Operationen für bösartige Tumorerkrankungen der Leber das Schonen von Parenchym und des Gefäßgerüstes als eminentes Ziel verfolgt werden soll. Diese Strategie, der viele seiner wissenschaftlichen und chirurgischen Aktivitäten gewidmet sind, wurde bekannt als „parenchymschonende Leberchirurgie“.